# Greta Taubert

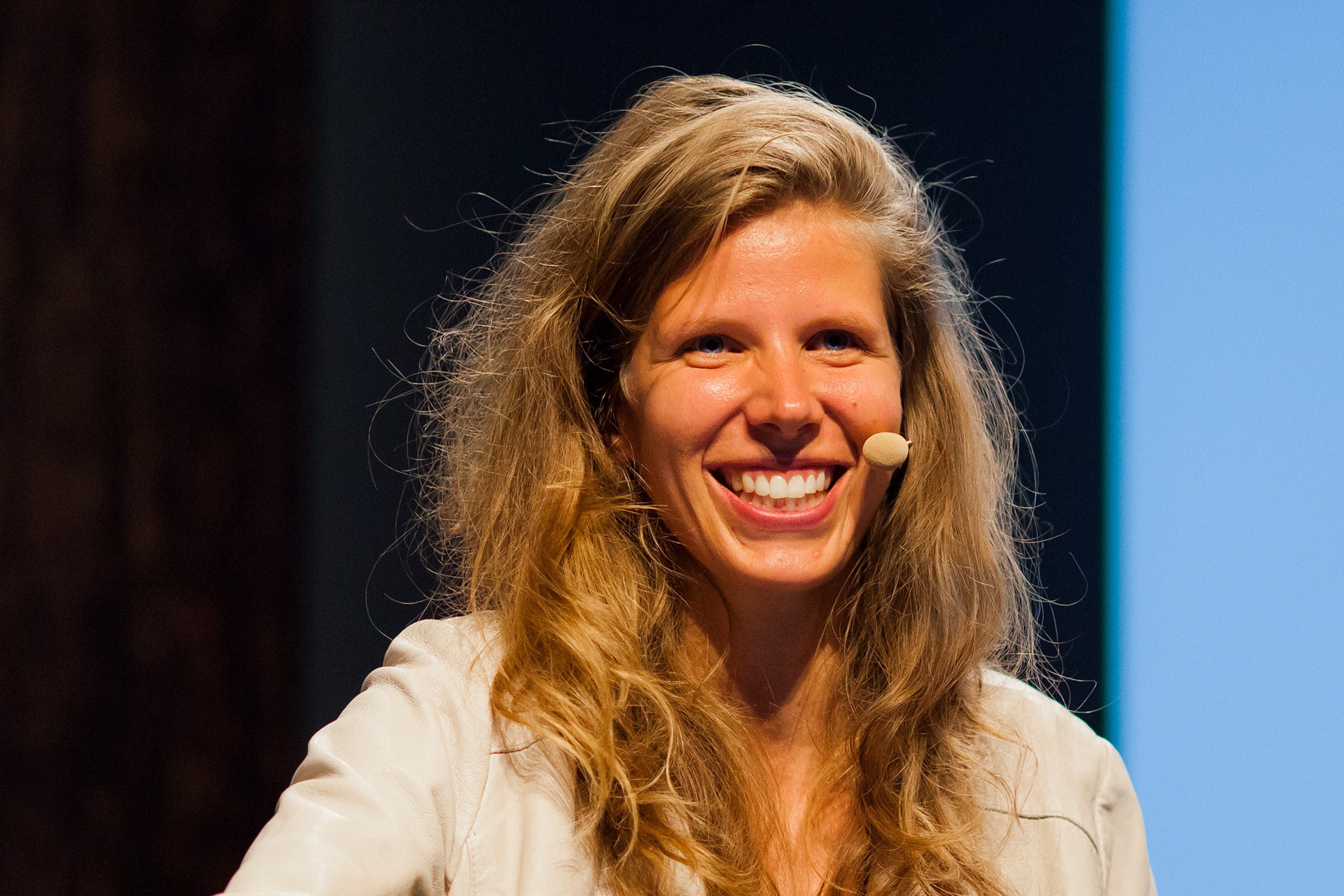
Greta Taubert (2014)

Greta Taubert (* 1983 in Suhl) ist eine deutsche Journalistin und Autorin.

## Leben
Taubert studierte Journalistik und Politikwissenschaft an der Universität Leipzig und der Universität Breslau. Zwischendurch volontierte sie bei der Berliner Zeitung. Sie war Mitglied der Entwicklungsredaktion von Stefan Austs Magazin „Woche“ und schrieb unter anderem für das SZ-Magazin, Vice und Die Zeit. Ihre Themen umfassen gesellschaftliche Utopien, Nachhaltigkeit, urbanes Leben und Wachstumskritik.
Einem breiteren Publikum wurde Taubert 2014 mit dem Sachbuch Apokalypse Jetzt! bekannt, das ihren einjährigen Selbstversuch dokumentiert, aus der westlichen Konsumkultur auszusteigen. 2016 veröffentlichte sie ihre Erfahrungen mit dem Konzept des Zeitwohlstandes in ihrem Buch Im Club der Zeitmillionäre. 2020 veröffentlichte sie den Protokollband Guten Morgen, du Schöner, in dem ostdeutsche Männer über ihr Leben und Lieben berichten. Taubert tritt als Moderatorin, Performerin und Rednerin bei Veranstaltungen im In- und Ausland auf.
Taubert lebt in Leipzig.

## Auszeichnungen
Das Medium Magazin zählte sie 2009 zu den „Top 30 unter 30“. Die Investigativreportage Der verlorene Sohn über internationalen Kinderhandel wurde 2011 mit dem Medienpreis der Kindernothilfe ausgezeichnet. Im Sammelband Die 500 wurde sie 2014 als eine von 500 exzellenten Frauen der deutschen Medienszene vorgestellt.

## Bücher
- Guten Morgen, du Schöner. Begegnungen mit ostdeutschen Männern. Aufbau, Berlin 2020, ISBN 978-3-351-03464-1.
- Im Club der Zeitmillionäre. Wie ich mich auf die Suche nach einem anderen Reichtum machte. Eichborn, Köln 2016, ISBN 978-3-8479-0622-3.
- Apokalypse jetzt! Wie ich mich auf eine andere Gesellschaft vorbereite. Eichborn, Köln 2014, ISBN 978-3-8479-0540-0.
  - Als Taschenbuch unter dem Titel Von einer, die ausstieg, 2016, ISBN 978-3-404-60905-5.

## Beiträge (Auswahl)
- Beitrag in: Liebe. Die besten Liebesgeschichten aus dem Süddeutsche Zeitung Magazin. Süddeutsche Zeitung Edition, 2017.
- Beitrag in: Benjamin Gesing, Jochen Markett, Björn Richter (Hrsg.): Profil! Ansichten der Generation P. Glück&Schiller Verlag, 2005

## Rundfunk
- Klima-Chaos und Kapitalismus-Kollaps? Neuanfang statt Weltuntergang, Deutschlandradio Kultur – Politisches Feuilleton vom 12. März 2014[10]
- Verzicht auf Konsum, Talkshow Beckmann (Fernsehsendung), Das Erste, 14. August 2014
- Auf der Suche nach der Zeit, Westart live, WDR, 21. November 2016